# Aeropuerto de Kirkwall
El Aeropuerto de Kirkwall (IATA: KOI, OACI: EGPA) es el principal aeropuerto que sirve a las Orcadas en Escocia. Se encuentra 2,5 nmi (4,6 km) al sureste de Kirkwall y su propietario es Highlands and Islands Airports Limited. El aeropuerto es utilizado por Loganair.

## Aerolíneas y destinos

### Pasajeros
| Aerolíneas | Destinos |
| ---------- | --- |
| Loganair   | Aberdeen, Dundee, Eday, Edinburgh, Glasgow, Inverness, Londres–Heathrow, North Ronaldsay, Papa Westray, Sanday, Stronsay, Sumburgh, Westray Estacional: Bergen, Fair Isle (inicia 19 de mayo de 2024) |

### Carga
| Aerolíneas                 | Destinos                      |
| -------------------------- | ----------------------------- |
| Royal Mail[cita requerida] | Aberdeen, Sumburgh, Inverness |

## Estadísticas
| Puesto | Aeropuerto      | Pasajeros | Variación % |
| ------ | --------------- | --------- | ----------- |
| 1      | Aberdeen        | 40.953    | 38,5%       |
| 2      | Edimburgo       | 33.119    | 158,5%      |
| 3      | Glasgow         | 15.813    | 123,3%      |
| 4      | Sumburgh        | 7.727     | 22,1%       |
| 5      | Inverness       | 5.772     | 113,6%      |
| 6      | North Ronaldsay | 5.531     | 10,1%       |
| 7      | Papa Westray    | 4.595     | 16,3%       |
| 8      | Westray         | 3.216     | 15,6%       |
| 9      | Sanday          | 3.002     | 17,7%       |
| 10     | Stronsay        | 2.995     | 14,7%       |
| 11     | Eday            | 302       | 2,0%        |